# Interaction d'échange
En physique, l'interaction d'échange (avec une énergie et un terme d'échange) est un effet en mécanique quantique qui se produit seulement entre particules identiques. L'interaction d'échange modifie la valeur moyenne de la distance entre deux ou plusieurs particules indistinguables lorsque leurs fonctions d'onde se chevauchent. À cause de l’interaction d’échange cette distance va augmenter (pour les fermions) ou diminuer (pour les bosons) par rapport au cas où les particules seraient distinguables.
En dépit d'être parfois appelée force d'échange par analogie avec la force classique, ce n’est pas une véritable force car il manque le vecteur de force.
Elle est à distinguer des forces d’échange produites par l'échange de porteurs de forces, comme la force électromagnétique produite entre deux électrons par l'échange d'un photon, ou la force forte entre deux quarks produite par l'échange d'un gluon.
Cet effet est dû à la fonction d'onde des particules indiscernables, les rendant sujets à un échange de symétrie, soit en gardant leur signe (symétrie), soit en changeant de signe (antisymétrie), lorsque deux particules sont échangées. Bosons et fermions peuvent ainsi subir une interaction d’échange :
pour les fermions, l’effet est parfois appelé « répulsion de Pauli » et est lié au principe d'exclusion de Pauli ; pour les bosons, l'interaction d'échange prend la forme d'une attraction efficace qui cause un regroupement des particules identiques, comme dans la condensation de Bose-Einstein.
Les effets de l'interaction d'échange ont été découverts indépendamment par les physiciens Werner Heisenberg et Paul Dirac en 1926. Entre autres conséquences, l'interaction d'échange est responsable du ferromagnétisme et du volume de la matière.

## Description d’une "Force"
L'interaction d'échange est parfois appelée force d'échange. Ce n’est cependant pas une véritable force et cette interaction ne doit pas être confondue avec les forces d’échange produites par l'échange de vecteurs de force. Un tel exemple peut s’illustrer par la force électromagnétique produite entre deux électrons par l'échange d'un photon ou encore par la force forte entre deux quarks produite par l'échange d'un gluon.
Bien que parfois décrit à tort comme une force, l'interaction d'échange est un effet purement quantique contrairement à d'autres forces.

## Interaction d’échange entre les moments magnétiques localisés des électrons
Les particules quantiques sont classées soit comme bosons, soit comme fermions. Le théorème spin-statistique de la théorie quantique des champs stipule que toutes les particules à spin demi-entier se comportent comme des fermions et toutes les particules à spin entier se comportent comme des bosons. Plusieurs bosons peuvent occuper le même état quantique ; cependant, en raison du principe d'exclusion de Pauli, deux fermions ne peuvent occuper le même état quantique simultanément. Les électrons ayant un spin demi-entier, ils sont des fermions. Ceci signifie que la fonction d'onde globale d'un système doit être antisymétrique lorsque deux électrons sont échangés (intervertis par rapport aux deux coordonnées d’espace et de spin).

### Echange de coordonnées spatiales
En considérant un système moléculaire à deux électrons comme le dihydrogène, il est possible de modéliser l'état de chaque électron en supposant qu'ils se comportent de façon indépendante et en prenant des fonctions d'onde dans l'espace des positions {\displaystyle \Phi _{a}(r_{1})} pour le premier électron et {\displaystyle \Phi _{b}(r_{2})} pour le second. Nous supposons que les fonctions {\displaystyle \Phi } sont orthogonales et que chacune correspond au vecteur propre de l'énergie de son électron. Il est alors possible de construire une fonction d'onde pour l'ensemble du système dans l'espace des positions à l'aide d'une combinaison antisymétrique de ce type :
{\displaystyle \Psi _{A}({\vec {r}}_{1},{\vec {r}}_{2})={\frac {1}{\sqrt {2}}}[\Phi _{a}({\vec {r}}_{1})\Phi _{b}({\vec {r}}_{2})-\Phi _{b}({\vec {r}}_{1})\Phi _{a}({\vec {r}}_{2})]}
Par ailleurs, nous pouvons également construire la fonction d’onde globale dans l'espace des positions en utilisant une combinaison symétrique du produit des fonctions d'onde dans l'espace des positions :
{\displaystyle \Psi _{S}({\vec {r}}_{1},{\vec {r}}_{2})={\frac {1}{\sqrt {2}}}[\Phi _{a}({\vec {r}}_{1})\Phi _{b}({\vec {r}}_{2})+\Phi _{b}({\vec {r}}_{1})\Phi _{a}({\vec {r}}_{2})]}
En traitant l'interaction d'échange dans la molécule de dihydrogène par la méthode des perturbations, l’Hamiltonien Global est :
{\displaystyle {\mathcal {H}}} = {\displaystyle {\mathcal {H}}^{(0)}} + {\displaystyle {\mathcal {H}}^{(1)}}
où {\displaystyle {\mathcal {H}}^{(0)}=-{\frac {\hbar ^{2}}{2m}}\left(\Delta _{1}+\Delta _{2}\right)-{\frac {e^{2}}{r_{1}}}-{\frac {e^{2}}{r_{2}}}} et {\displaystyle {\mathcal {H}}^{(1)}=\left({\frac {e^{2}}{R_{ab}}}+{\frac {e^{2}}{r_{12}}}-{\frac {e^{2}}{r_{a1}}}-{\frac {e^{2}}{r_{b2}}}\right)}
Deux valeurs propres de l'énergie du système peuvent être trouvées :
{\displaystyle \ E_{+/-}=E_{(0)}+{\frac {C\pm J_{ex}}{1\pm B^{2}}}}
où E+ est la solution spatialement symétrique et E− la solution spatialement antisymétrique.
Un calcul variationnel donne des résultats similaires. {\displaystyle {\mathcal {H}}} peut être diagonalisée en utilisant les fonctions de position spatiale données par l’équation (1) et (2). Dans l'équation (3), C est l’intégrale de Coulomb, B est l'intégrale de recouvrement et Jex est l'intégrale d'échange.
Ces intégrales sont données par :
{\displaystyle C=\int \Phi _{a}({\vec {r}}_{1})^{2}\left({\frac {1}{R_{ab}}}+{\frac {1}{r_{12}}}-{\frac {1}{r_{a1}}}-{\frac {1}{r_{b2}}}\right)\Phi _{b}({\vec {r}}_{2})^{2}\,d^{3}r_{1}\,d^{3}r_{2}}
{\displaystyle B=\int \Phi _{b}({\vec {r}}_{2})\Phi _{a}({\vec {r}}_{2})\,d^{3}r_{2}}
{\displaystyle J_{ex}=\int \Phi _{a}^{*}({\vec {r}}_{1})\Phi _{b}^{*}({\vec {r}}_{2})\left({\frac {1}{R_{ab}}}+{\frac {1}{r_{12}}}-{\frac {1}{r_{a1}}}-{\frac {1}{r_{b2}}}\right)\Phi _{b}({\vec {r}}_{1})\Phi _{a}({\vec {r}}_{2})\,d^{3}r_{1}\,d^{3}r_{2}}
Les termes entre parenthèses dans les équations (4) et (6) correspondent à : la répulsion proton-proton (Rab), la répulsion électron-électron (r12) et l’attraction électron-proton (ra1/a2/b1/b2). Toutes sont supposées réelles. Bien que dans la molécule de dihydrogène, l’intégrale d’échange Eq. (6) soit négative, Heisenberg a d'abord suggéré qu'elle changeait de signe lorsque la distance internucléaire est atteinte pour signifier l’extension radiale de l'orbitale atomique,,.

### Inclusion du spin
Les combinaisons symétriques et antisymétriques dans les Eqs. (1) et (2) n’incluent pas les variables de spin (α = spin-up; β = spin-down). Les combinaisons symétriques et antisymétriques des variables de spin peuvent aussi exister :
Pour obtenir la fonction d’onde globale, ces combinaisons de spin doivent être couplées avec les Eqs. (1) et (2). Lorsque la fonction d'onde orbitale est symétrique, celle de spin doit être anti-symétrique et vice versa. Par conséquent, E+ ci-dessus correspond à la solution spatialement symétrique ou « spin-singlet » et E− à la solution spatialement antisymétrique ou « spin-triplet ».
J. H. Van Vleck a présenté l'analyse suivante :
L'énergie potentielle d'interaction entre les deux électrons dans les orbitales orthogonales peut être représentée par une matrice, Eex.
À partir de l' équation (3), les valeurs caractéristiques de cette matrice sont C ± Jex. Les valeurs caractéristiques de la matrice sont ses éléments diagonaux après avoir été convertie en une matrice diagonale.
Maintenant, les valeurs caractéristiques du carré de la valeur du spin résultant {\displaystyle ,\langle ({\vec {s}}_{a}+{\vec {s}}_{b})^{2}\rangle } sont {\displaystyle S(S+1)} avec S égal à 0 ou 1.[à vérifier]
Les valeurs caractéristiques des matrices {\displaystyle <{\vec {s}}_{a}^{\;2}>} et {\displaystyle <{\vec {s}}_{b}^{\;2}>} sont pour chacune :
{\displaystyle {\tfrac {1}{2}}({\tfrac {1}{2}}+1)={\tfrac {3}{4}}} et {\displaystyle <({\vec {s}}_{a}+{\vec {s}}_{b})^{2}>\ =\ <{\vec {s}}_{a}^{\;2}>\ +\ <{\vec {s}}_{b}^{\;2}>\ +\ 2<{\vec {s}}_{a}\cdot {\vec {s}}_{b}>}.
Les valeurs caractéristiques du produit scalaire {\displaystyle <{\vec {s}}_{a}\cdot {\vec {s}}_{b}>} sont {\displaystyle {\tfrac {1}{2}}(0-{\tfrac {6}{4}})=-{\tfrac {3}{4}}} et  {\displaystyle {\tfrac {1}{2}}(2-{\tfrac {6}{4}})={\tfrac {1}{4}}}, correspondant respectivement aux états spin-singulet (S = 0) et spin-triplet (S = 1).
À partir de l'équation (3) et des relations mentionnées ci-dessus, la matrice Eex est considérée comme ayant la valeur caractéristique C + Jex lorsque {\displaystyle <{\vec {s}}_{a}\cdot {\vec {s}}_{b}>} a la valeur caractéristique -3/4 (c.-à.-d. lorsque S = 0 ; l'état spatialement symétrique / spin-singlet). Alternativement, il a la valeur caractéristique C - Jex quand {\displaystyle <{\vec {s}}_{a}\cdot {\vec {s}}_{b}>} a la valeur caractéristique +1/4 (lorsque S = 1 ; état spin-triplet spatialement antisymétrique).
{\displaystyle E_{ex}-C+{\frac {1}{2}}J_{ex}+2J_{ex}<{\vec {s}}_{a}\cdot {\vec {s}}_{b}>=0}
et donc,
{\displaystyle E_{ex}=C-{\frac {1}{2}}J_{ex}-2J_{ex}<{\vec {s}}_{a}\cdot {\vec {s}}_{b}>}
où les moments de spin sont donnés par {\displaystyle <{\vec {s}}_{a}>} et {\displaystyle <{\vec {s}}_{b}>}.
Dirac a souligné que les caractéristiques essentielles de l'interaction d'échange pourraient être obtenues de manière élémentaire en négligeant les deux premiers termes sur le côté droit de l’équation (9). Compte tenu de ce fait, les deux électrons ont leurs spins couplés par un potentiel de la forme :
{\displaystyle \ -2J_{ab}<{\vec {s}}_{a}\cdot {\vec {s}}_{b}>}
Il en résulte que le hamiltonien d'interaction d’échange entre deux électrons dans les orbitales Φa et Φb peut être écrit en fonction de leurs moments de spin {\displaystyle {\vec {s}}_{a}} and {\displaystyle {\vec {s}}_{b}}. Il est appelé Hamiltonien d’échange de Heisenberg ou Hamiltonien de Heisenberg-Dirac :
{\displaystyle {\mathcal {H}}_{Heis}=-2J_{ab}<{\vec {s}}_{a}\cdot {\vec {s}}_{b}>}
Jab n’est pas le même que la quantité indiquée par Jex Eq. (6). Au contraire, Jab , appelée la constante d'échange, est une fonction des équations (4), (5) et (6), à savoir :
{\displaystyle \ J_{ab}={\frac {1}{2}}(E_{+}-E_{-})={\frac {J_{ex}-CB^{2}}{1-B^{4}}}}
Avec des orbitales orthogonales (dans lequel B = 0), les différentes orbitales d’un même atome sont égales entre elles Jab = Jex.

### Effets d’échange
Si Jab est positif, l'énergie d'échange favorise les électrons avec des spins parallèles. Ceci est une cause principale du ferromagnétisme des matériaux dans lesquels les électrons sont considérés comme localisés selon le modèle de Heitler-London (ce modèle du ferromagnétisme dispose de limitations non négligeables dans les solides : voir la section Limitations de l’hamiltonien de Heisenberg et du modèle électronique localisé dans les solides).
Si Jab est négatif, l'interaction favorise les électrons avec des spins antiparallèles, causant potentiellement l’antiferromagnétisme ou le diamagnétisme du matériau.
Le signe de Jab est essentiellement déterminé par la valeur relative de Jex et celle de CB2. Ceci peut être déduit de l'expression de la différence d’énergie entre les états triplet et singulet, (E− - E+) :
{\displaystyle \ E_{-}-E_{+}={\frac {2(CB^{2}-J_{ex})}{1-B^{4}}}}
Bien que les conséquences de l'interaction d'échange soient magnétiques par nature, la cause ne l'est pas. Elle est due principalement à la répulsion électrique et au principe d'exclusion de Pauli. En général, l'interaction magnétique directe entre une paire d'électrons (en raison des moments magnétiques des électrons) est négligeable par rapport à l’interaction électrique.
Les séparations d'énergie d'échange sont très difficiles à calculer pour des systèmes moléculaires à grandes distances internucléaires. Cependant, des formules analytiques ont été élaborées pour des molécules de dihydrogène ionisées (voir les références[réf. nécessaire]).
Normalement, les interactions d'échange sont de très courte portée : confinées aux électrons dans les orbitales d’un même atome (échange intra-atomique) ou dans les atomes de plus proches voisins (échange direct), mais les interactions plus distantes peuvent se produire par l'intermédiaire d'atomes intermédiaires : c’est le super-échange.

## Interactions d'échange directes dans les solides
Dans un cristal, il y a une généralisation de l'hamiltonien de Heisenberg, dans lequel la somme est fonction des hamiltoniens d’échange pour toutes les paires (i,j) d'atomes de plusieurs électrons :
{\displaystyle {\mathcal {H}}_{Heis}={\frac {1}{2}}\left(-2J\sum _{i,j}\langle {\vec {S}}_{i}\cdot {\vec {S}}_{j}\rangle \right)=-\sum _{i,j}J\langle {\vec {S}}_{i}\cdot {\vec {S}}_{j}\rangle }
Le facteur 1/2 est introduit du fait que l'interaction entre les deux mêmes atomes est comptée deux fois dans le calcul de la somme. L'intégrale d’échange Jex est liée à une autre quantité, appelée la constante de rigidité d’échange (A) qui sert de caractéristique pour un matériau ferromagnétique. La relation dépend de la structure cristalline :
- Pour un réseau cubique simple avec comme paramètre de maille a :

{\displaystyle A_{sc}={\frac {J_{ex}\langle S^{2}\rangle }{a}}}
- Pour un réseau cubique centré :

{\displaystyle A_{bcc}={\frac {2J_{ex}\langle S^{2}\rangle }{a}}}
- Pour un réseau cubique faces centrées :

{\displaystyle A_{fcc}={\frac {4J_{ex}\langle S^{2}\rangle }{a}}}
La forme de l'équation (14) est similaire au modèle d'Ising du ferromagnétisme issu de la physique statistique, à l’exception que dans le modèle d'Ising, le produit scalaire des opérateurs (quantiques) de deux moments angulaires de spin est remplacé par le produit de deux nombres réels ne pouvant prendre que deux valeurs +S ou -S (ce qui peut s'interpréter comme la projection sur l'axe z du moment angulaire de spin dans le cas des spins S élevés).
Le modèle d'Ising a été inventé par Wilhelm Lenz en 1920 et résolu (pour le cas unidimensionnel) par son étudiant en doctorat Ernst Ising en 1925. L'énergie du modèle d'Ising est définie comme :
{\displaystyle E=-\sum _{i\neq j}J_{ij}\langle S_{i}^{z}S_{j}^{z}\rangle \,}

### Limitations de l’hamiltonien de Heisenberg et du modèle électronique localisé dans les solides
Étant donné que l’hamiltonien de Heisenberg suppose que les électrons impliqués dans le couplage d'échange sont localisés dans le contexte de Heitler-London (liaison de valence ou théorie de la liaison chimique), il est un modèle adéquat pour expliquer les propriétés magnétiques des solides non-moléculaires isolants à largeur de bande étroite (comme les solides basés sur des oxydes de métaux de transition).
Néanmoins, les évaluations théoriques de l'intégrale d'échange pour les solides non-moléculaires qui présentent une conductivité métallique dans lequel les électrons responsables du ferromagnétisme sont libres (par exemple le fer, le nickel et le cobalt), ont été historiquement : soit du mauvais signe, soit de beaucoup trop faible ampleur pour prendre en compte la constante d'échange déterminée expérimentalement. Un exemple illustrant ceci est l’estimation des températures de Curie via TC ≈ 2⟨J⟩/3kB où ⟨J⟩ est l'interaction d'échange en moyenne sur l'ensemble des sites. Le modèle de Heisenberg ne peut donc pas expliquer le ferromagnétisme observé dans ces matériaux. Dans ces derniers, une description délocalisée de type Hund-Mulliken-Bloch (orbitale moléculaire / bande) est plus réaliste pour les fonctions d'onde des électrons.
Par conséquent, le modèle de Stoner du ferromagnétisme est plus applicable. Dans ce modèle, seul le moment de spin-magnétique par atome dans un ferroaimant est donnée par la différence entre le nombre d’électrons par atome. Il permet ainsi des valeurs non entières pour le moment magnétique de spin par atome. Cependant, avec des ferroaimants de constante {\displaystyle \mu _{S}=-g\mu _{B}[S(S+1)]^{1/2}} (g = 2.0023 ≈ 2) cette technique tend à surestimer le moment magnétique total de spin par atome.
Par exemple, un moment magnétique net de 0,54 μB par atome de nickel métallique est prédit par le modèle de Stoner, ce qui est très proche des 0,61 magnétons de Bohr calculée et basée sur l'induction magnétique de saturation observée, la densité du métal et son poids atomique. En revanche, un atome isolé de nickel, Ni (configuration électronique 3d84s2) dans un champ cristallin cubique aura deux électrons non appariés de même spin (par conséquent, {\displaystyle {\vec {S}}=1}) et serait donc censé avoir, dans le modèle électronique localisé, un moment de spin magnétique total de {\displaystyle \mu _{S}=2.83\mu _{B}} (mais le moment magnétique de spin mesuré le long d'un axe sera donné par {\displaystyle {\vec {\mu }}_{S}=g\mu _{B}{\vec {S}}=2\mu _{B}}).
De façon générale dans le cadre d’une liaison et en fonction de la distance inter noyaux, il sera intéressant de considérer les électrons de valence s et p comme délocalisés, alors que les électrons 4f seront plutôt localisés et les électrons 5f, 3d et 4d seront dans une situation intermédiaire. Dans le cas des matériaux où les électrons sont à la fois localisés et délocalisés, ceux-ci contribuent aux propriétés magnétiques (ex. : les systèmes terres rares où le modèle Ruderman-Kittel-Kasuya-Yosida (RKKY) est un mécanisme actuellement accepté).

### Article supplémentaire
- (en) Y. Cytter, D. Neuhauser et R. Baer, « Metropolis Evaluation of the Hartree–Fock Exchange Energy », J. Chem. Theory Comput., vol. 10,‎ 2014, p. 4317–4323 (DOI 10.1021/ct500450w)